# Metopius metallicus
Metopius metallicus är en stekelart som beskrevs av Michener 1941. Metopius metallicus ingår i släktet Metopius och familjen brokparasitsteklar. Inga underarter finns listade i Catalogue of Life.